# Linia kolejowa Nantes – Saintes
Linia kolejowa Nantes – Saintes – linia kolejowa łącząca dworzec Gare de Nantes, w departamencie Loara Atlantycka, z Saintes w Charente-Maritime. Łączy Bretanię z Basenem Akwitańskim.

## Historia
Ta linia została uruchomiona w kilku etapach:
- Nantes - La Roche-sur-Yon: 30 grudnia 1866 roku.
- La Roche-sur-Yon - La Rochelle: 14 marca 1871 roku.
- La Rochelle - Rochefort: 29 grudnia 1873 roku.
- Rochefort - Saintes: 15 kwietnia 1867 roku.